# Prosthechea abbreviata
Prosthechea abbreviata är en orkidéart som först beskrevs av Rudolf Schlechter, och fick sitt nu gällande namn av Wesley Ervin Higgins. Prosthechea abbreviata ingår i släktet Prosthechea och familjen orkidéer. Inga underarter finns listade i Catalogue of Life.